# Rally di Cipro 2004
Il Rally di Cipro 2004, ufficialmente denominato 32nd Cyprus Rally, è stata la quinta prova del campionato del mondo rally 2004 nonché la trentaduesima edizione del Rally di Cipro e la quinta con valenza mondiale. 
La manifestazione si è svolta dal 14 al 16 maggio sui tortuosi sterrati che attraversano la catena montuosa dei Troodos, situata nella parte centro-occidentale dell'isola mediterranea, con base nella città di Limassol, sulla costa sud dell'isola, sede anche del parco assistenza per i concorrenti. La prima giornata si svolse nell'estremo nord del massiccio dei Troodos, vicino al confine con i territori occupati dalla Turchia, mentre per la seconda ci si spostò verso sud-ovest nei pressi del Monte Olimpo, la frazione finale si disputò invece a nord-est di Limassol, nelle zone collinari di Machairas.

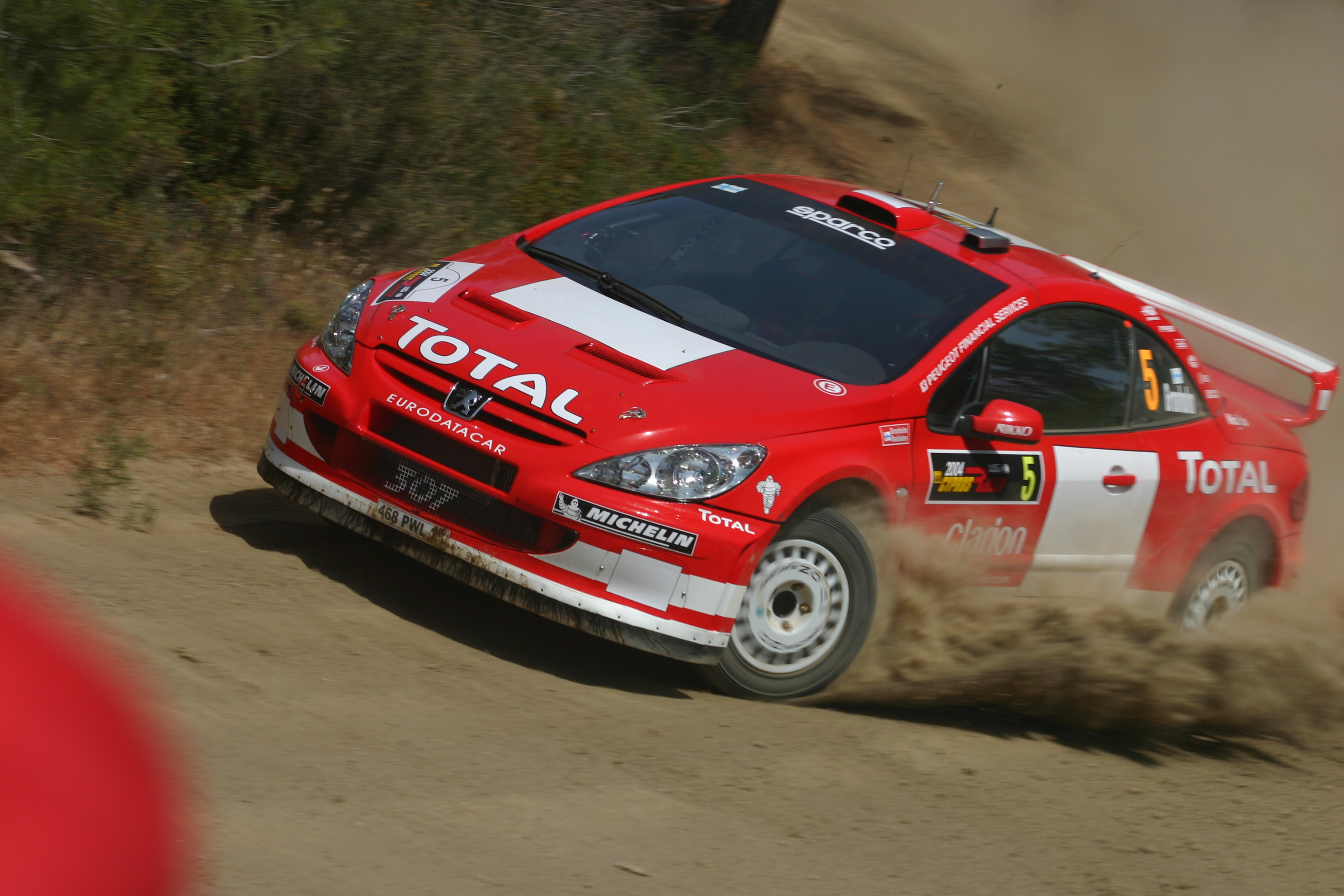
Grönholm e Rautiainen, giunti per primi al traguardo ma squalificati dopo una settimana per l'irregolarità riscontrata alla pompa dell'acqua della loro Peugeot 307 WRC

L'evento era stato vinto dal finlandese Marcus Grönholm, navigato dal connazionale Timo Rautiainen, alla guida di una Peugeot 307 WRC della squadra Marlboro Peugeot Total, tuttavia il risultato rimase sub judice per circa una settimana per via di una possibile irregolarità riscontrata dalla FIA nella pompa dell'acqua di tutte le vetture Peugeot e Citroën; alla fine venne accertata l'irregolarità soltanto nelle due 307 WRC ufficiali, compresa quindi quella del compagno di squadra Harri Rovanperä, le quali vennero pertanto entrambe escluse dalla classifica di gara, verdetto cui Peugeot decise di non volersi appellare nonostante ne avesse la facoltà.

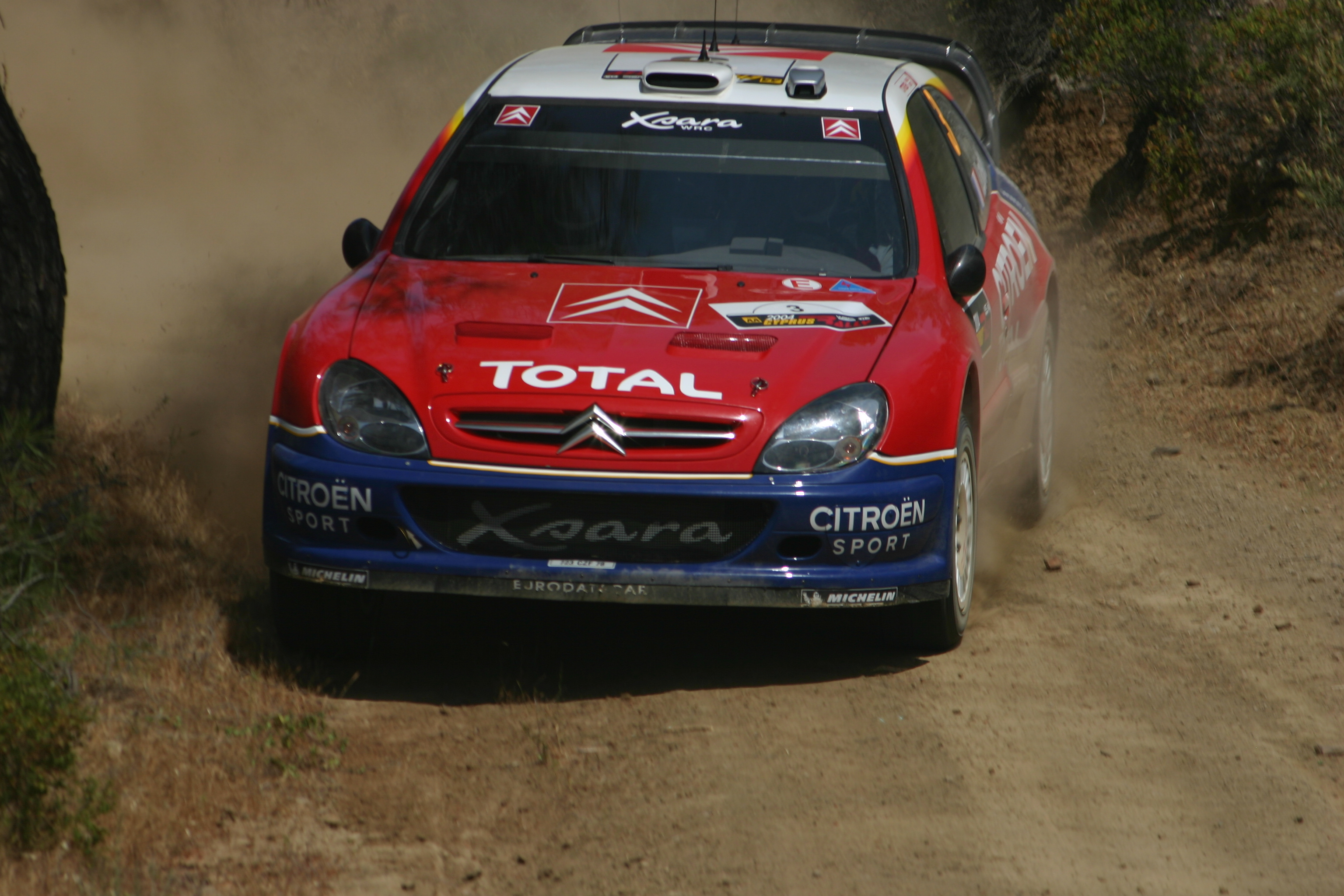
Sébastien Loeb e Daniel Elena, vincitori finali dell'evento su Citroën Xsara WRC

La vittoria è andata quindi all'equipaggio formato dal francese Sébastien Loeb e dal monegasco Daniel Elena, al volante di una Citroën Xsara WRC della scuderia Citroën Total WRT, al loro terzo successo stagionale e al settimo in carriera, precedendo al secondo posto la coppia composta dall'estone Markko Märtin e dal britannico Michael Park, su Ford Focus RS WRC 04 del team Ford BP Rallye Sport, e al terzo quella spagnola costituita da Carlos Sainz e Marc Martí, compagni di squadra dei vincitori. Dopo l'esclusione di Grönholm, che lo avrebbe visto altrimenti in testa alla classifica piloti, il campionato vedeva in vetta Loeb a quota 35 punti, con una sola lunghezza di vantaggio su Märtin (34) e otto su Petter Solberg (28); tra i costruttori invece Ford continuò a guidare la graduatoria con 55 punti, sempre davanti a Citroën che grazie al doppio podio ridusse il distacco a una sola lunghezza, mentre Subaru sopravanzò il team Peugeot per attestarsi in terza posizione a quota 40 punti.

## Dati della prova

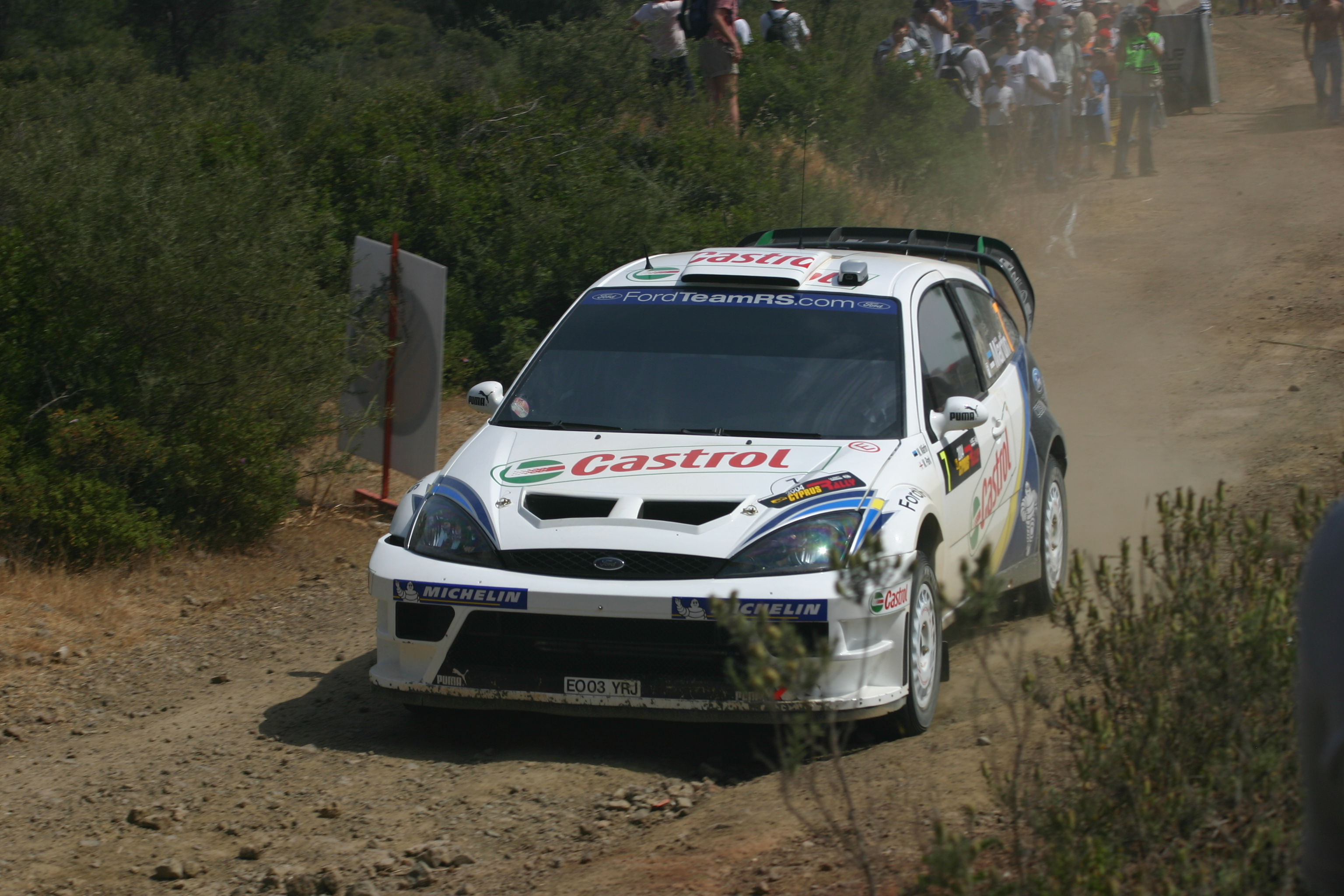
Markko Märtin e Michael Park, secondi classificati su Ford Focus RS WRC 04

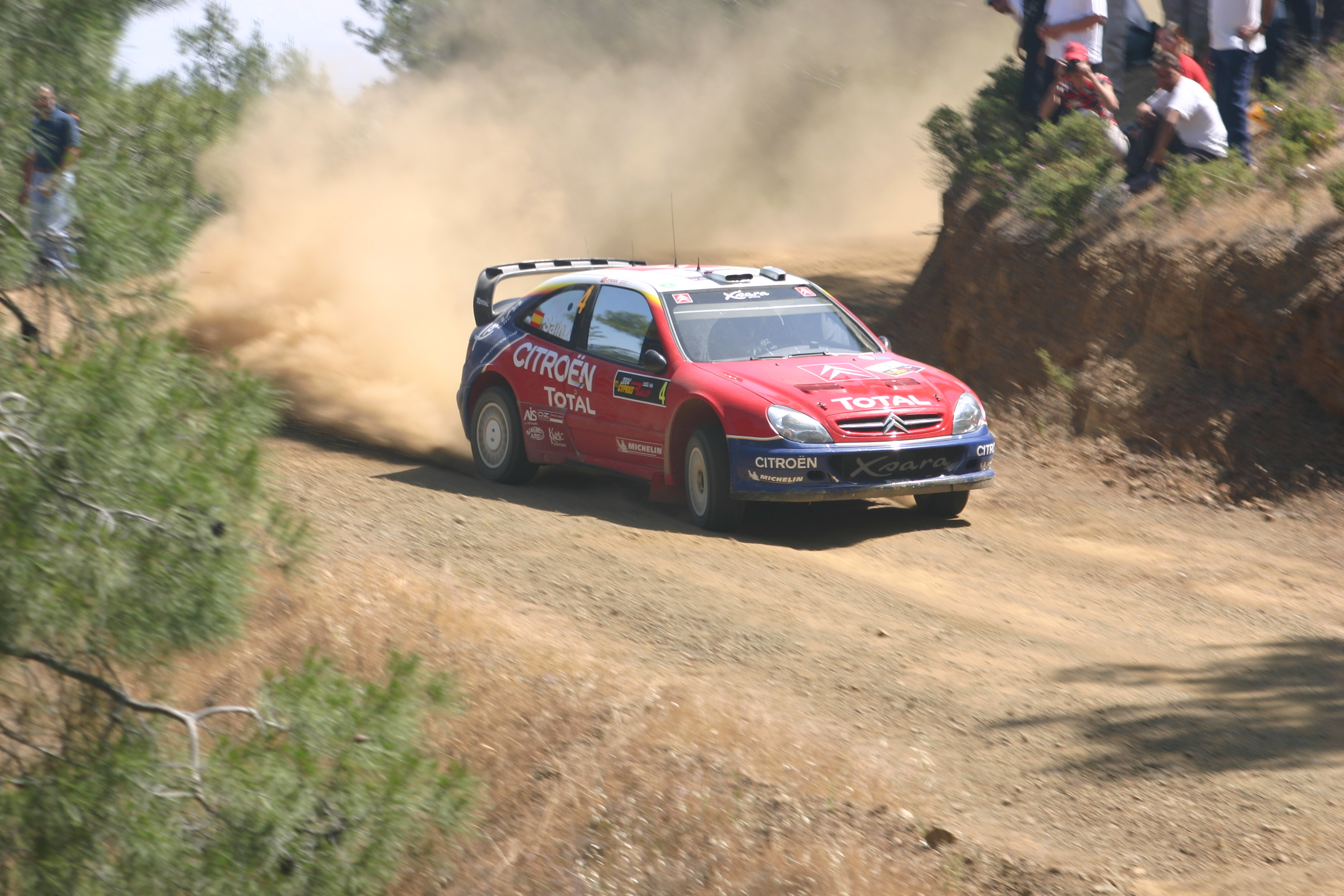
Carlos Sainz e Marc Martí su Citroën Xsara WRC, terzi classificati

| Denominazione ufficiale             | Cyprus Rally                                                 |
| Edizione N°                         | 32                                                           |
| Tappa N°                            | 5 di 16                                                      |
| Data manifestazione                 | da giovedì 14/05/2004 a domenica 16/05/2004                  |
| Sede ospitante                      | Limassol (distretto di Limassol)                             |
| Sedi del parco assistenza           | Limassol (distretto di Limassol)                             |
| Superficie                          | Terra                                                        |
| Iscritti                            | 40                                                           |
| Partiti                             | 37                                                           |
| Arrivati                            | 19 (51,4%)                                                   |
| Prove speciali                      | 18                                                           |
| Prova più breve                     | 7,57 km (PS3 e PS6: Asinou - Agios Theodoros)                |
| Prova più lunga                     | 38,32 km (PS1 e PS4: Lagoudera - Spilia)                     |
| Prova più lenta                     | velocità media di 56,87 km/h (PS2: Kourdali - Asinou 1)      |
| Prova più veloce                    | velocità media di 76,39 km/h (PS12: Galatareia - Pentalia 2) |
| Lunghezza prove speciali            | 326,68 km (29,3% della distanza totale)                      |
| Lunghezza complessiva trasferimenti | 819,74 km                                                    |
| Distanza totale                     | 1116,09 km                                                   |

## Itinerario
| Frazione 1 (14 mag) | PS1    | 08:23  | Lagoudera - Spilia 1           | 38,32 km | 121,78 km |  |  |
| Frazione 1 (14 mag) | PS2    | 09:46  | Kourdali - Asinou 1            | 15,00 km | 121,78 km |  |  |
| Frazione 1 (14 mag) | PS3    | 10:14  | Asinou - Agios Theodoros 1     | 7,57 km  | 121,78 km |  |  |
| Frazione 1 (14 mag) |        | 12:12  | Assistenza – Limassol (20 min) | –        | 121,78 km |  |  |
| Frazione 1 (14 mag) | PS4    | 14:38  | Lagoudera - Spilia 2           | 38,32 km | 121,78 km |  |  |
| Frazione 1 (14 mag) | PS5    | 16:01  | Kourdali - Asinou 2            | 15,00 km | 121,78 km |  |  |
| Frazione 1 (14 mag) | PS6    | 16:29  | Asinou - Agios Theodoros 2     | 7,57 km  | 121,78 km |  |  |
| Frazione 1 (14 mag) |        | 18:27  | Assistenza – Limassol (45 min) | –        | 121,78 km |  |  |
|                     |        |        |                                |          |           |  |  |
| Frazione 2 (15 mag) |        | 07:45  | Assistenza – Limassol (20 min) | –        | 109,56 km |  |  |
| Frazione 2 (15 mag) | PS7    | 08:58  | Platres - Saittas 1            | 11,12 km | 109,56 km |  |  |
| Frazione 2 (15 mag) | PS8    | 09:36  | Foini - Koilinia 1             | 30,33 km | 109,56 km |  |  |
| Frazione 2 (15 mag) | PS9    | 10:34  | Galatareia - Pentalia 1        | 13,33 km | 109,56 km |  |  |
| Frazione 2 (15 mag) |        | 13:07  | Assistenza – Limassol (20 min) | –        | 109,56 km |  |  |
| Frazione 2 (15 mag) | PS10   | 15:03  | Platres - Saittas 2            | 11,12 km | 109,56 km |  |  |
| Frazione 2 (15 mag) | PS11   | 15:41  | Foini - Koilinia 2             | 30,33 km | 109,56 km |  |  |
| Frazione 2 (15 mag) | PS12   | 16:39  | Galatareia - Pentalia 2        | 13,33 km | 109,56 km |  |  |
| Frazione 2 (15 mag) |        | 18:27  | Assistenza – Limassol (45 min) | –        | 109,56 km |  |  |
|                     |        |        |                                |          |           |  |  |
| Frazione 3 (16 mag) |        | 05:15  | Assistenza – Limassol (20 min) | –        | 95,34 km  |  |  |
| Frazione 3 (16 mag) | PS13   | 06:43  | Vavatsinia - Mandra Kambiou 1  | 25,24 km | 95,34 km  |  |  |
| Frazione 3 (16 mag) | PS14   | 07:31  | Macheras - Agioi Vavatsinias 1 | 12,94 km | 95,34 km  |  |  |
| Frazione 3 (16 mag) | PS15   | 08:14  | Kellaki - Foinikaria 1         | 9,49 km  | 95,34 km  |  |  |
| Frazione 3 (16 mag) |        | 09:07  | Assistenza – Limassol (20 min) | –        | 95,34 km  |  |  |
| Frazione 3 (16 mag) | PS16   | 11:18  | Vavatsinia - Mandra Kambiou 2  | 25,24 km | 95,34 km  |  |  |
| Frazione 3 (16 mag) | PS17   | 12:06  | Macheras - Agioi Vavatsinias 2 | 12,94 km | 95,34 km  |  |  |
| Frazione 3 (16 mag) | PS18   | 12:49  | Kellaki - Foinikaria 2         | 9,49 km  | 95,34 km  |  |  |
| Frazione 3 (16 mag) |        | 13:42  | Assistenza – Limassol (20 min) | –        | 95,34 km  |  |  |
| Totale              | Totale | Totale | Totale                         | Totale   | 326,68 km |  |  |

## Risultati

### Classifica

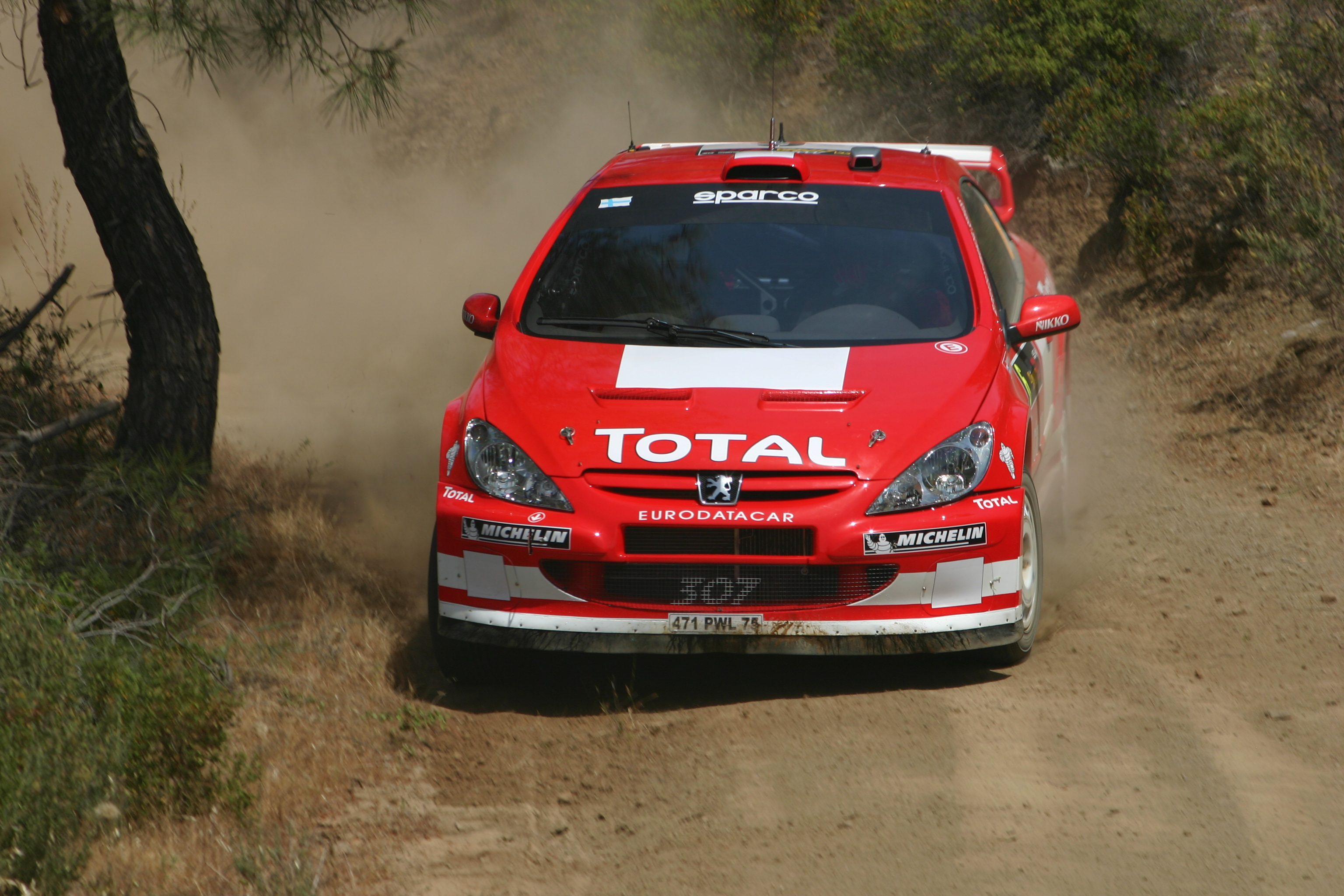
Rovanperä e Pietiläinen, squalificati a gara conclusa

| Pos.     | Nº       | Pilota             | Co-pilota               | Auto                     | Squadra              | Classe   | Tempo     | Distacco   | Punti    |
| Generale | Generale | Generale           | Generale                | Generale                 | Generale             | Generale | Generale  | Generale   | Generale |
| -------- | -------- | ------------------ | ----------------------- | ------------------------ | -------------------- | -------- | --------- | ---------- | -------- |
| 1.       | 3        | Sébastien Loeb     | Daniel Elena            | Citroën Xsara WRC        | Citroën Total WRT    | WRC      | 4h59'38"5 | –          | 10       |
| 2.       | 7        | Markko Märtin      | Michael Park            | Ford Focus RS WRC 04     | Ford BP Rallye Sport | WRC      | 4h59'53"6 | +15"1      | 8        |
| 3.       | 4        | Carlos Sainz       | Marc Martí              | Citroën Xsara WRC        | Citroën Total WRT    | WRC      | 5h02'02"5 | +2'24"0    | 6        |
| 4.       | 1        | Petter Solberg     | Phil Mills              | Subaru Impreza WRC2004   | 555 Subaru WRT       | WRC      | 5h09'07"6 | +9'29"1    | 5        |
| 5.       | 2        | Mikko Hirvonen     | Jarmo Lehtinen          | Subaru Impreza WRC2004   | 555 Subaru WRT       | WRC      | 5h09'19"4 | +9'40"9    | 4        |
| 6.       | 11       | Janne Tuohino      | Jukka Aho               | Ford Focus RS WRC 02     | Supset               | WRC      | 5h12'55"2 | +13'16"7   | 3        |
| 7.       | 15       | Alistair Ginley    | Rory Kennedy            | Subaru Impreza WRC2003   | -                    | WRC      | 5h26'22"3 | +26'43"8   | 2        |
| 8.       | 16       | Miguel Campos      | Nuno Rodrigues da Silva | Peugeot 206 WRC (2002)   | Bozian Racing        | WRC      | 5h38'40"7 | +39'02"2   | 1        |
| 9.       | 64       | Andreas Tsouloftas | Savvas Laos             | Mitsubishi Lancer Evo VI | -                    | WRC      | 5h40'22"8 | +40'44"3   | -        |
| 10.      | 69       | Kíkis Koutsakos    | Pambos Laos             | Peugeot 306 GTI          | Valvoline Cyprus     | A7       | 6h09'59"6 | +1h10'21"1 | -        |

| Principali ritiri | Principali ritiri | Principali ritiri | Principali ritiri | Principali ritiri       | Principali ritiri                   | Principali ritiri | Principali ritiri             | Principali ritiri |
| PS                | Nº                | Pilota            | Co-pilota         | Auto                    | Squadra                             | Classe            | Causa                         | Pos.              |
| ----------------- | ----------------- | ----------------- | ----------------- | ----------------------- | ----------------------------------- | ----------------- | ----------------------------- | ----------------- |
| PS 1              | 8                 | François Duval    | Stéphane Prévot   | Ford Focus RS WRC 04    | Ford BP Rallye Sport                | WRC               | Ruota persa                   | –                 |
| PS 8              | 10                | Kristian Sohlberg | Kaj Lindström     | Mitsubishi Lancer WRC04 | Mitsubishi Motors Motor Sports MMSP | WRC               | Motore                        | 15º               |
| PS 10             | 9                 | Gilles Panizzi    | Hervé Panizzi     | Mitsubishi Lancer WRC04 | Mitsubishi Motors Motor Sports MMSP | WRC               | Motore                        | 8º                |
| PS 17             | 12                | Henning Solberg   | Cato Menkerud     | Peugeot 206 WRC (2002)  | Bozian Racing                       | WRC               | Problemi elettrici            | 9º                |
| Squalificati      |                   |                   |                   |                         |                                     |                   |                               |                   |
| PS                | Nº                | Pilota            | Co-pilota         | Auto                    | Squadra                             | Classe            | Motivo                        | Pos.              |
| PS18              | 5                 | Marcus Grönholm   | Timo Rautiainen   | Peugeot 307 WRC         | Marlboro Peugeot Total              | WRC               | Pompa dell'acqua non conforme | 1º                |
| PS18              | 6                 | Harri Rovanperä   | Risto Pietiläinen | Peugeot 307 WRC         | Marlboro Peugeot Total              | WRC               | Pompa dell'acqua non conforme | 5º                |

Legenda
| Icona | Classe                                                                                  |
| ----- | --------------------------------------------------------------------------------------- |
| WRC   | Equipaggio di classe A8 che può conquistare punti per il campionato costruttori WRC     |
| WRC   | Equipaggio di classe A8 che non può conquistare punti per il campionato costruttori WRC |
| PWRC  | Equipaggio registrato al campionato PWRC                                                |
| JWRC  | Equipaggio registrato al campionato Junior WRC                                          |
|       | Ulteriori classificazioni                                                               |

### Prove speciali
| Frazione            | Prova | Ora   | Nome                           | Lunghezza | Vincitori                                                     | Tempo   | Velocità media | Leader del rally                |
| ------------------- | ----- | ----- | ------------------------------ | --------- | ------------------------------------------------------------- | ------- | -------------- | ------------------------------- |
| Frazione 1 (14 mag) | PS1   | 08:23 | Lagoudera - Spilia 1           | 38,32 km  | Petter Solberg Phil Mills                                     | 35'26"8 | 64,86 km/h     | Petter Solberg Phil Mills       |
| Frazione 1 (14 mag) | PS2   | 09:46 | Kourdali - Asinou 1            | 15,00 km  | Petter Solberg Phil Mills                                     | 15'49"5 | 56,87 km/h     | Petter Solberg Phil Mills       |
| Frazione 1 (14 mag) | PS3   | 10:14 | Asinou - Agios Theodoros 1     | 7,57 km   | Sébastien Loeb Daniel Elena                                   | 7'34"3  | 59,99 km/h     | Petter Solberg Phil Mills       |
| Frazione 1 (14 mag) | PS4   | 14:38 | Lagoudera - Spilia 2           | 38,32 km  | Marcus Grönholm Timo Rautiainen                               | 34'55"7 | 65,83 km/h     | Marcus Grönholm Timo Rautiainen |
| Frazione 1 (14 mag) | PS5   | 16:01 | Kourdali - Asinou 2            | 15,00 km  | Sébastien Loeb Daniel Elena                                   | 15'32"2 | 57,93 km/h     | Marcus Grönholm Timo Rautiainen |
| Frazione 1 (14 mag) | PS6   | 16:29 | Asinou - Agios Theodoros 2     | 7,57 km   | Markko Märtin Michael Park                                    | 7'27"8  | 60,86 km/h     | Marcus Grönholm Timo Rautiainen |
|                     |       |       |                                |           |                                                               |         |                | Marcus Grönholm Timo Rautiainen |
| Frazione 2 (15 mag) | PS7   | 08:58 | Platres - Saittas 1            | 11,12 km  | Petter Solberg Phil Mills                                     | 9'10"1  | 72,77 km/h     | Marcus Grönholm Timo Rautiainen |
| Frazione 2 (15 mag) | PS8   | 09:36 | Foini - Koilinia 1             | 30,33 km  | Petter Solberg Phil Mills                                     | 27'17"1 | 66,70 km/h     | Marcus Grönholm Timo Rautiainen |
| Frazione 2 (15 mag) | PS9   | 10:34 | Galatareia - Pentalia 1        | 13,33 km  | Sébastien Loeb Daniel Elena                                   | 10'43"0 | 74,63 km/h     | Marcus Grönholm Timo Rautiainen |
| Frazione 2 (15 mag) | PS10  | 15:03 | Platres - Saittas 2            | 11,12 km  | Petter Solberg Phil Mills                                     | 9'04"0  | 73,59 km/h     | Marcus Grönholm Timo Rautiainen |
| Frazione 2 (15 mag) | PS11  | 15:41 | Foini - Koilinia 2             | 30,33 km  | prova interrotta                                              | 28'35"9 | 63,6 km/h      | Marcus Grönholm Timo Rautiainen |
| Frazione 2 (15 mag) | PS12  | 16:39 | Galatareia - Pentalia 2        | 13,33 km  | Sébastien Loeb Daniel Elena                                   | 10'28"2 | 7,39 km/h      | Marcus Grönholm Timo Rautiainen |
|                     |       |       |                                |           |                                                               |         |                | Marcus Grönholm Timo Rautiainen |
| Frazione 3 (16 mag) | PS13  | 06:43 | Vavatsinia - Mandra Kambiou 1  | 25,24 km  | Marcus Grönholm Timo Rautiainen                               | 23'06"8 | 65,52 km/h     | Marcus Grönholm Timo Rautiainen |
| Frazione 3 (16 mag) | PS14  | 07:31 | Macheras - Agioi Vavatsinias 1 | 12,94 km  | Marcus Grönholm Timo Rautiainen                               | 11'28"5 | 67,66 km/h     | Marcus Grönholm Timo Rautiainen |
| Frazione 3 (16 mag) | PS15  | 08:14 | Kellaki - Foinikaria 1         | 9,49 km   | Sébastien Loeb Daniel Elena                                   | 8'28"3  | 67,21 km/h     | Marcus Grönholm Timo Rautiainen |
| Frazione 3 (16 mag) | PS16  | 11:18 | Vavatsinia - Mandra Kambiou 2  | 25,24 km  | Marcus Grönholm Timo Rautiainen                               | 22'52"6 | 66,20 km/h     | Marcus Grönholm Timo Rautiainen |
| Frazione 3 (16 mag) | PS17  | 12:06 | Macheras - Agioi Vavatsinias 2 | 12,94 km  | Sébastien Loeb Daniel Elena e Marcus Grönholm Timo Rautiainen | 11'21"0 | 68,41 km/h     | Marcus Grönholm Timo Rautiainen |
| Frazione 3 (16 mag) | PS18  | 12:49 | Kellaki - Foinikaria 2         | 9,49 km   | Petter Solberg Phil Mills                                     | 8'24"6  | 67,71 km/h     | Sébastien Loeb Daniel Elena     |

## Classifiche mondiali
Classifica piloti
| Pos. | Pos. | Pilota          | Punti |
| ---- | ---- | --------------- | ----- |
| 1    | 1    | Sébastien Loeb  | 35    |
| 2    | 1    | Markko Märtin   | 34    |
| 3    | 1    | Petter Solberg  | 28    |
| 4    | 1    | Marcus Grönholm | 24    |
| 5    | 1    | Carlos Sainz    | 19    |
| 6    | 1    | François Duval  | 14    |
| 7    |      | Mikko Hirvonen  | 10    |
| 8    |      | Janne Tuohino   | 8     |
| 9    |      | Harri Rovanperä | 4     |
| 10   |      | Freddy Loix     | 4     |
| 11   |      | Gilles Panizzi  | 4     |
| 12   |      | Henning Solberg | 3     |
| 13   |      | Jussi Välimäki  | 2     |
| 14   | N    | Alistair Ginley | 2     |
| 15   | 1    | Daniel Carlsson | 2     |
| 16   | 1    | Olivier Burri   | 1     |
| 16   | N    | Miguel Campos   | 1     |

Classifica costruttori WRC
| Pos. | Pos. | Squadra                             | Punti |
| ---- | ---- | ----------------------------------- | ----- |
| 1    |      | Ford BP Rallye Sport                | 55    |
| 2    |      | Citroën Total WRT                   | 54    |
| 3    | 1    | 555 Subaru WRT                      | 40    |
| 4    | 1    | Marlboro Peugeot Total              | 33    |
| 5    |      | Mitsubishi Motors Motor Sports MMSP | 5     |